# Ульдяков, Владимир Юрьевич
Владимир Юрьевич Ульдяков (24 мая 1995, Полярные Зори, Мурманская область, Россия) — российский футболист, полузащитник.

## Биография
Родился в городе Полярные Зори, где в пять лет и начал заниматься футболом, первый тренер Анатолий Филиппович Кудрявцев. С 2006 года — в СДЮШОР «Зенит» Санкт-Петербург, трёхкратный чемпион города. В 2013—2015 годах играл в молодёжной команде «Тосно» в первенствах ЛФЛ и Ленинградской области. В 2016 году выступал в первенстве ЛФЛ за петербургский «Юниор». В сезоне 2017/18 играл в чемпионате Монголии за «Хангарьд». Первую половину сезона 2018 года провёл в клубе «Академия» Ош Киргизия. Летом 2018 был приглашён Сергеем Герасимцом, под руководством которого работал в «Тосно» и «Юниоре», в клуб армянской первой лиги «Юниор Севан». 26 июля 2018 года подписал контракт.
В 2020 году выступал в армянском «Ани». В том же году перешёл в любительский футбольный и мини-футбольный клуб «Ядро» из Санкт-Петербурга.

### Тренерская карьера
С 2021 года является одним из тренеров детской футбольной школы ФК «Ядро».